# Otto Bathurst

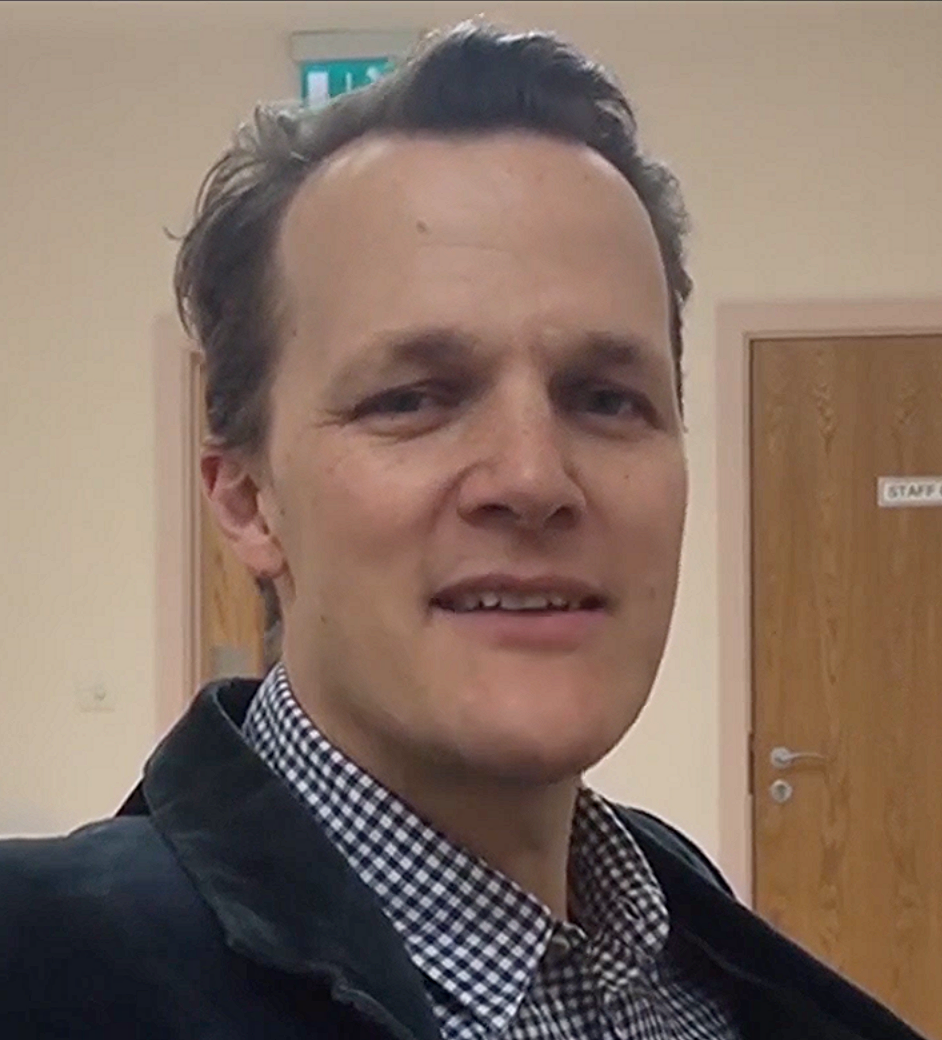
Otto Bathurst, 2015

Otto Benjamin Charles Bathurst (* 18. Januar 1971 in Hammersmith, London) ist ein britischer Regisseur.

## Leben
Bathurst inszenierte zunächst 1999 einen Kurzfilm, bevor er ab dem Jahr 2000 als Fernsehregisseur tätig wurde und als solcher bei verschiedenen Serien Regie führte. Hinzu kamen vereinzelte Fernsehfilme. Der 2018 erschienene Film Robin Hood war sein bislang einziger Kinofilm.
2009 wurde er für seine Arbeit an Criminal Justice mit einem BAFTA TV Award ausgezeichnet.

## Filmografie (Auswahl)
- 2011: Black Mirror (Fernsehserie, 1 Folge)
- 2013: Peaky Blinders – Gangs of Birmingham (Fernsehserie, 1 Folge)
- 2018: Robin Hood
- 2019: His Dark Materials (Fernsehserie, 2 Folgen)
- 2022: Billy the Kid (Fernsehserie, 2 Folgen)
- 2022–2024: Halo (Fernsehserie, 4 Folgen)
- 2023: The Winter King (Fernsehserie, 4 Folgen)